# Supercúmul de Sarasvati
El supercúmul de galàxies de Sarasvati és una de les majors estructures de galàxies de l'univers i la segona més llunyana respecte a la Terra que es coneix (2017).
Aquest supercúmul s'hi troba a 4000 milions d'anys llum, gairebé l'edat de la Terra, en direcció a la constel·lació dels Peixos, a la regió Stripe 82 del SDSS. Va ser descobert en 2017 per astrònoms del Centre Interuniversitari per a l'Astronomia i Astrofísica (IUCAA) i l'Institut Indi de l'Educació i Recerca Científica (ISSER), institucions acadèmiques d'Índia, mitjançant l'Sloan Digital Sky Survey, un projecte cartogràfic astronòmic que ha produït els mapes tridimensionals més precisos de l'univers visible. El seu diàmetre és d'uns 600 milions d'anys llum. La densitat de les seves galàxies és molt alta i la grandària típica d'una d'elles és d'al voltant de 250 000 anys llum. Inclou uns 43 cúmuls massius de galàxies. Només hi ha uns pocs supercúmuls de galàxies equiparables a aquest, com el supercúmul de Shapley i la Gran Barrera Sloan: està entre les tres majors estructures trobades fins avui i és la segona més llunyana respecte a la Terra. El nom de Sarasvati amb què ha estat batejat és el d'un riu nomenat en el text més antic d'Índia, el Rigveda, i també és el nom de la deessa hindú del coneixement, la música, l'art i la saviesa.